# 卡萨斯德加尔西莫利纳
卡萨斯德加尔西莫利纳，是西班牙卡斯蒂利亚-拉曼恰昆卡省的一个市镇。总面积39平方公里，总人口34人（2001年），人口密度1人/平方公里。